# Galina Vichnevskaïa
Pour les articles homonymes, voir Vichnevskaïa.
Cet article concerne une soprano russe. Pour la biathlète kazakhe, voir Galina Vishnevskaya (biathlon).
Galina Pavlovna Vichnevskaïa (en russe : Гали́на Па́вловна Вишне́вская), née le 25 octobre 1926 à Léningrad (URSS), et morte le 11 décembre 2012 à Moscou (Russie), est une soprano russe.

## Biographie

### Jeunesse
Galina Ivanova naît à Léningrad (qui a aujourd'hui retrouvé son nom de Saint-Pétersbourg),. Elle est élevée par sa grand-mère paternelle dans la ville de Kronstadt. Elle découvre la musique dans son enfance, lorsque sa mère lui offre un gramophone et un enregistrement de l'opéra Eugène Onéguine de Tchaïkovski. Pendant la Seconde Guerre mondiale, elle survit au siège de Léningrad. Elle suit brièvement des cours au conservatoire Rimski-Korsakov et épouse un marin, Guéorguy Vichnevsky. Leur mariage est de courte durée, mais elle conserve son nom de famille durant sa carrière,.

### Carrière musicale
À 18 ans, Galina Vichnevskaïa fait ses débuts dans des opérettes et épouse le violoniste Mark Rubin. Elle perfectionne sa voix avec Véra Garina, professeur de chant, et, en 1952, remporte un concours organisé par le Bolchoï (avec un lied de Rachmaninov et un air tiré d’Aida). La chanteuse entre au Bolchoï l'année suivante, et devient rapidement soliste principale. Pour ses débuts, elle interprète Tatiana dans l'opéra Eugène Onéguine, puis en 1954 tient le rôle de Leonore dans Fidelio. Elle reste au Bolchoï jusqu'en 1974 et y interprète une trentaine de rôles.
Galina Vichnevskaïa a l'occasion de chanter à l'étranger durant les années 1960. En 1961, elle fait ses débuts au Metropolitan Opera de New York dans Aida ; l'année suivante, elle débute au Royal Opera House dans le même rôle. Enfin, pour ses débuts à La Scala en 1964, elle interprète le rôle de Liù dans Turandot, aux côtés de Birgit Nilsson et Franco Corelli. Le compositeur Benjamin Britten écrit la partie pour soprano du War Requiem pour la cantatrice russe, mais les autorités soviétiques ne l'autorisent pas à quitter le pays pour la première qui a lieu à la cathédrale de Coventry en mai 1962,. L'année suivante, elle prend part à l'enregistrement du requiem pour le label Decca, dirigé par le compositeur,. Britten compose également un cycle de mélodies sur des poèmes de Pouchkine, The Poet's Echo, pour Vichnevskaïa et Rostropovitch.
Galina Vichnevskaïa épouse le violoncelliste Mstislav Rostropovitch en 1955. Ils se produisent régulièrement ensemble, Rostropovitch l'accompagnant au piano ou dirigeant l'orchestre. Le couple fait partie des proches de Dmitri Chostakovitch,. En 1962, il orchestre les Chants et danses de la mort de Moussorgski pour Vichnevskaïa. La partie pour soprano de sa Symphonie nº 14 est également écrite pour elle. Elle reçoit le titre d'artiste du peuple de l'URSS en 1966. Vichnevskaïa et Rostropovitch quittent l'URSS en 1974. En 1979, après la mort de Chostakovitch et leur départ d'URSS, ils enregistrent Lady Macbeth de Mtsensk à Londres pour le label EMI.
En 1982, la cantatrice fait ses adieux à la scène à l'opéra de Paris en interprétant une nouvelle fois le rôle de Tatiana.

### Autres activités
En 1966, Galina Vichnevskaïa joue dans le film russe Katerina Izmaïlova, d'après l'opéra Lady Macbeth de Mtsensk de Chostakovitch.
En 2006, le cinéaste Alexandre Sokourov présente son film Elégie de la vie : Rostropovitch, Vichnevskaïa à la 59e édition du festival de Locarno. Le documentaire retrace l'histoire de leur vie. L'année suivante, la soprano tient le rôle principal du film Alexandra. Réalisé par Sokourov, il a pour toile de fond la 2de guerre de Tchétchénie. Il est présenté en compétition à la 60e édition du festival de Cannes.
L'autobiographie de Vichnevskaïa, titrée Galina, a Russian story, est éditée à New York en 1984. Elle y dépeint les pressions exercées par l'État soviétique sur les personnalités du milieu culturel,. Le livre inspire au compositeur français Marcel Landowski un opéra, intitulé Galina, dont la première a lieu en 1996 à l'Opéra de Lyon.
En 2002, la cantatrice ouvre dans la rue Ostojenka de Moscou le Centre lyrique Vichnevskaïa (ru) qui forme de jeunes chanteurs d'opéra. L'appartement de la soprano est situé au-dessus des salles de classe, dans le même bâtiment. Un concours international de chant portant son nom est organisé à Moscou depuis 2006. Galina Vichnevskaïa en préside le jury.

## Vie personnelle

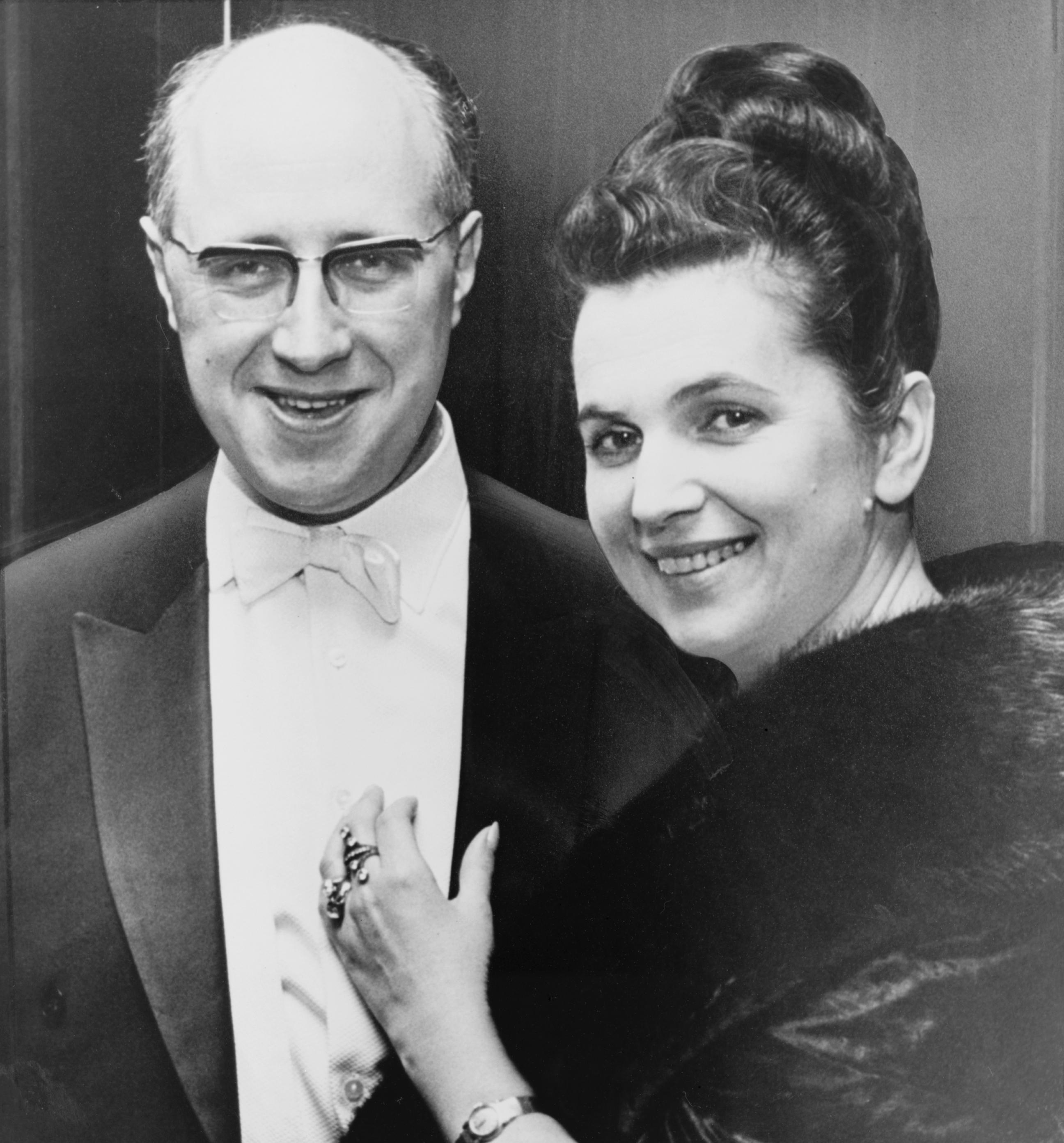
Vichnevskaïa et Mstislav Rostropovitch en 1965.

Courtisée par Boulganine, président du conseil des ministres, Galina Vichnevskaïa choisit d'épouser Mstislav Rostropovitch en 1955. Le couple, qui a deux filles, Olga et Elena, reste uni jusqu'à la mort du violoncelliste en 2007.
À partir de 1970 et pour quatre années, Vichnevskaïa et Rostropovitch abritent dans leur datcha le grand écrivain dissident Alexandre Soljenitsyne et sa famille. Le violoncelliste écrit à Léonid Brejnev, secrétaire général du Parti communiste, pour plaider la cause de l'écrivain. En conséquence, le régime lui interdit de se produire à l'étranger. Vichnevskaïa, pourtant décorée de l'Ordre de Lénine en 1971, est subitement ignorée par les médias soviétiques. Après avoir quitté le pays en 1974, le couple s'installe aux États-Unis, puis en France. Ils sont déchus de la nationalité soviétique en 1978 après avoir critiqué le manque de liberté artistique en URSS,. Celle-ci leur est restituée en 1990, durant l'ère Gorbatchev, et le couple revient s'établir à Moscou,.
Galina Vichnevskaïa meurt le 11 décembre 2012 à l'âge de 86 ans dans sa datcha de Joukovka, dans la banlieue de Moscou. Ses funérailles ont lieu en la cathédrale du Christ-Sauveur de Moscou. Elle est inhumée dans le cimetière moscovite de Novodevitchi, aux côtés de Mstislav Rostropovitch,.

## Distinctions
Galina Vichnevskaïa reçoit le titre d'artiste du peuple de l'URSS en 1966 et est décorée de l'Ordre de Lénine en 1971. En 2011, elle reçoit la médaille de l'Ordre de Sainte-Euphrosyne (ru). L'Ordre du Mérite pour la Patrie lui est attribué en décembre 2012.
Galina Vichnevskaïa est également Commandeure de l'Ordre national de la Légion d'honneur.